# Musée des arts et métiers traditionnels (Salles-la-Source)
Le musée des arts et métiers traditionnels de Salles-la-Source est un musée français situé à Salles-la-Source, dans une ancienne filature de drap de laine des années 1830 à l'architecture remarquable, dans le département de l'Aveyron et la région Occitanie. Il fait partie des trois musées gérés par le département de l'Aveyron.
L'établissement est labellisé Musée de France.

## Historique

### Historique de la filature
À Salles-la-Source, réapparaissent les eaux de résurgence du Causse Comtal sous la forme d’une cascade. En 1825, quatre hommes attirés par cette force hydraulique s’associent pour y installer un projet moderniste. Ces hommes sont : Henri Carcenac (1790-1855), Jean-Joseph Tarayre (remplacé ensuite par Jules Guillemin), Pierre-Blaise Carrère (imprimeur, 1793-1864) et Régis Panassié. Ils créent quatre usines : une minoterie, une papeterie et deux filatures,.
La papeterie et la minoterie ne perdurent pas. Henri Carcenac rachète les parts de ses associés et organise l’ensemble en une filature de laine et de draps de pays. La filature est modernisée dans les années 1840 et ne cesse d’évoluer au gré des propriétaires successifs. L’âge d’or se situe vers 1880-1890 avec environ 120 ouvriers et jusqu’à 120 000 mètres de drap produits par an. Lorsque la famille Gaffier reprend l’usine, la filature traditionnelle est modernisée, une turbine alimente désormais électriquement les machines. Mais, le déclin commence. En 1939, dans le contexte de la  Seconde Guerre mondiale, la filature est mobilisée et s’oriente vers la production de drap de troupe. Après la guerre, l’usine ne parvient pas à retrouver sa clientèle privée. En 1959, face à la concurrence des grands centres industriels, elle cesse son activité.

### Architecture de la filature

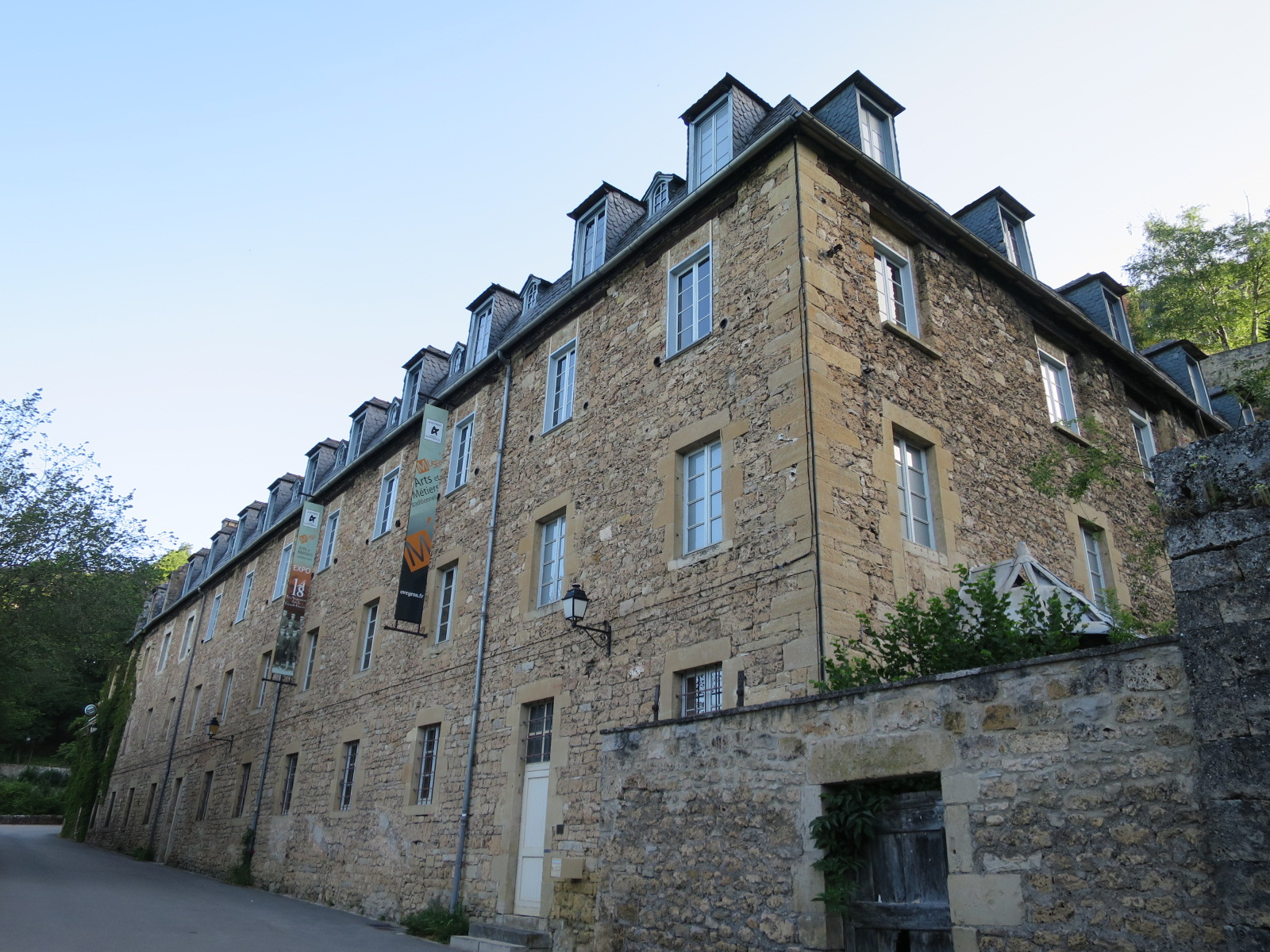
Musée des arts et métiers traditionnels, vue latérale.

L’édifice est l’œuvre d’Étienne-Joseph Boissonnade, architecte départemental de l’Aveyron. Il utilise un matériau disponible sur site, le travertin et propose un vaste bâtiment dont la particularité est d’être couvert par une charpente en carène renversée dite à la Philibert Delorme. Contrairement aux charpentes traditionnelles, ce choix de couverture permet d’utiliser la totalité de la surface de l’étage des combles et elle est économique. Ce type de charpente, savoir-faire des charpentiers de marine, est employé et visible dans le bâti rural de la vallée du Lot.

### Historique du musée
L’histoire du musée départemental des arts et métiers traditionnels débute dans les années 1950 à l’initiative de Jacques Bousquet (1923-2019), directeur des Archives départementales de l'Aveyron puis se poursuit avec son successeur Jean Delmas. Ces deux hommes ont la vision d’un monde rural en pleine mutation dont il faut garder témoignage avant qu’il ne disparaisse.
Jean Delmas collecte des fonds entiers d'ateliers d'artisan. Il s'intéresse aux objets, mais aussi aux mots occitans qui s’y réfèrent. Il se charge de valoriser ces collections : de 1970 à 1977, il présente des expositions aux Archives départementales à Rodez mais aussi à Montpellier, Paris, Millau... Dès lors, se pose la question de trouver un lieu pour exposer et valoriser ces collections. En 1978, la charte culturelle de l’Aveyron est signée, le Musée du Rouergue est officiellement créé. L’ancienne filature de laine de Salles-la-Source, alors abandonnée, est choisie pour accueillir la partie des collections se référant à la thématique des techniques et des savoir-faire locaux. Le bâtiment reste propriété de la commune. La première salle est inaugurée en juillet 1979.

## Le musée
Le musée se répartit sur quatre niveaux d’exposition, soit 2 000 m2 de salles permanentes. À celles-ci, s’ajoutent une cave reconstituée, une salle consacrée à l’industrie de la filature au XIXe siècle et une salle d’exposition temporaire.
Cet espace muséographique retrace l’histoire de l’homme en Rouergue et les relations avec son environnement minéral, végétal et animal. Au sous-sol, sont exposées les machines techniques d’autrefois.
Le Musée des arts et métiers traditionnels est labellisé Musée de France. En 2018, l'établissement a reçu 6 400 visiteurs.

### Collection permanente

#### Salle des pressoirs et des moulins
La salle des pressoirs et des moulins est la première salle à ouvrir en 1979.
Elle accueille des pressoirs monumentaux, à coins, à treuil et levier. Ils sont les témoins de la tradition viticole du Vallon de Marcillac. Sont exposés également des moulins à huile, à farine, des éléments de martinet, de moulin à vent et une scierie. De nombreuses roues motrices de moulins sont mises en valeur dont le rodet : roue hydraulique horizontale, à l’origine en bois et munie de cuillères.

#### Salle du monde minéral
La salle du monde minéral présente la relation qu’entretient l’homme avec l’eau, la pierre et les métaux. Différents métiers sont représentés : ceux de potier, tuilier et par extension sont exposées les différents types de couvertures de toiture : en tuile, en ardoise, en lauze ou végétale. S'ajoutent les métiers associés au travail du métal (chaudronnier, horloger, ferblantier...) avec la reconstitution d’un atelier de forgeron. Dans cette salle est également reconstitué un cantou, lieu central de la maison traditionnelle.

#### Salle du monde végétal

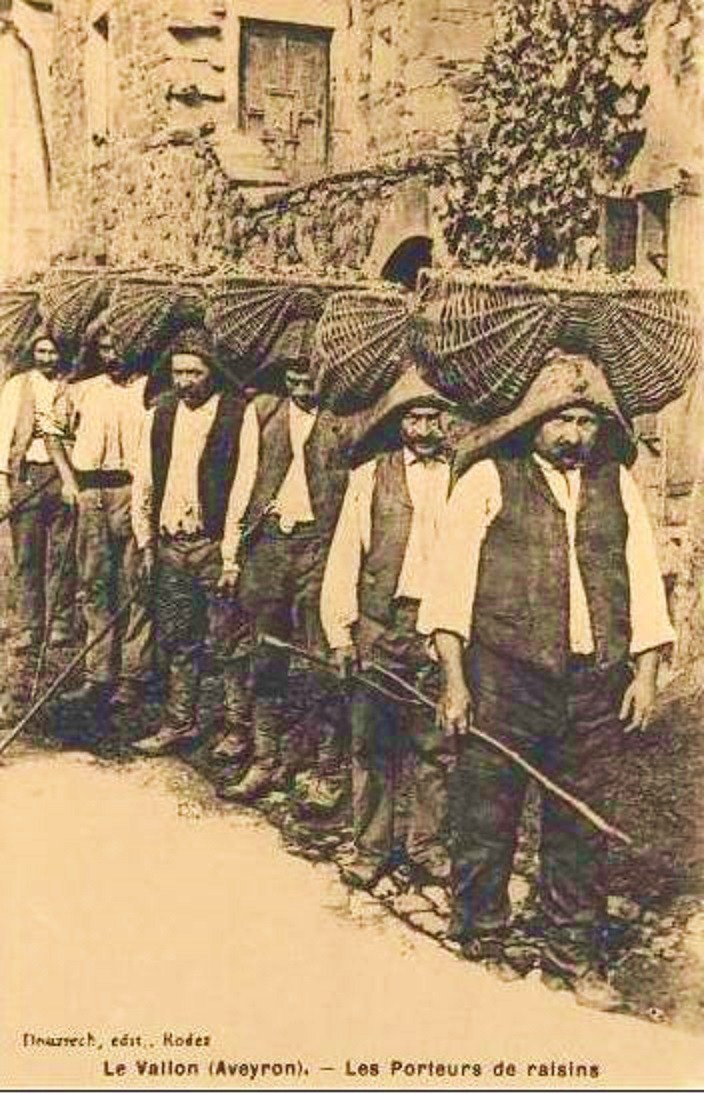
Carte postale ancienne, Aveyron.

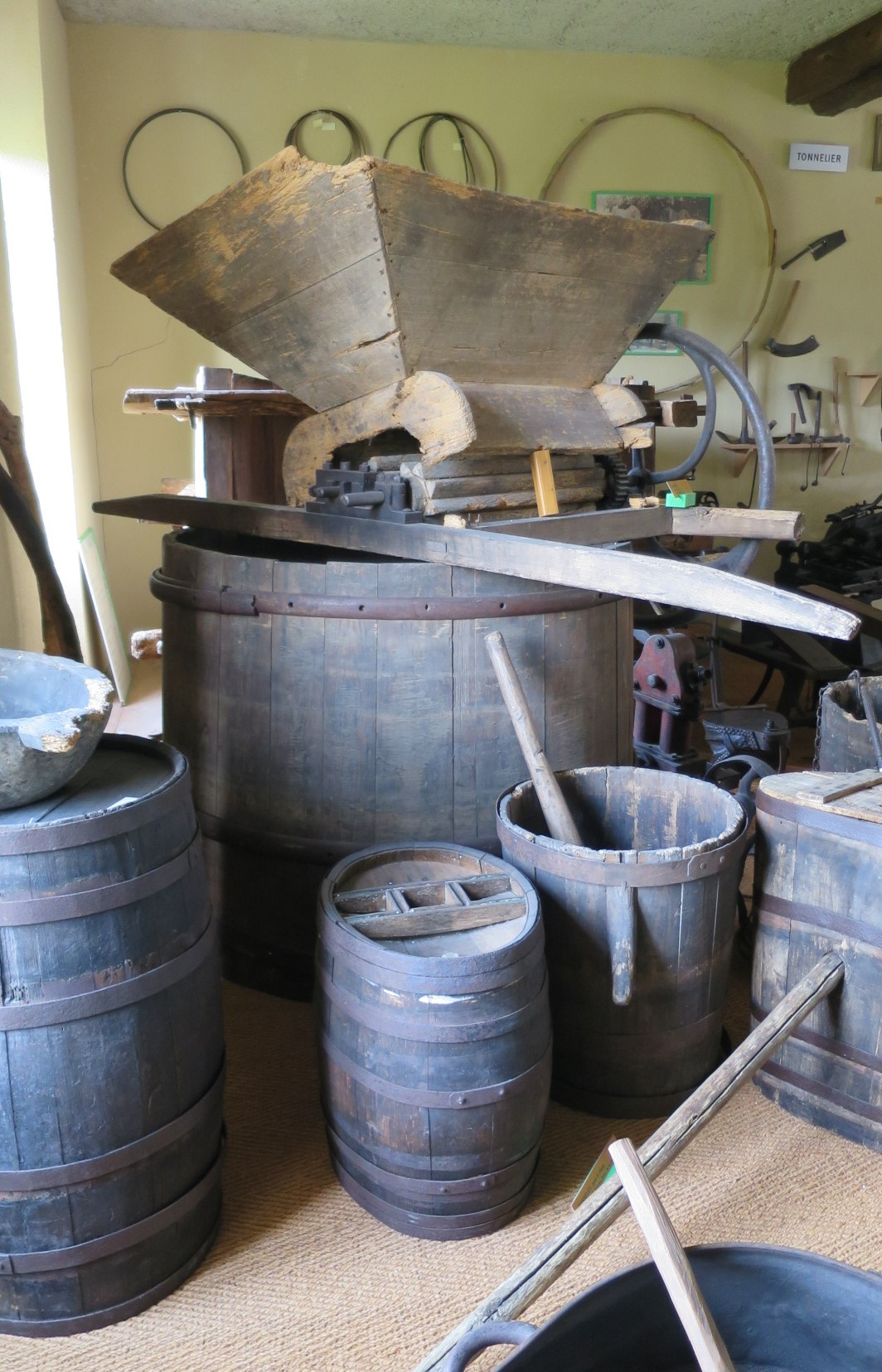
Salle du monde végétal.

La salle du monde végétal présente l’agriculture : le travail de la terre et de la culture des céréales (les labours, les semis, les moissons, les fenaisons et les battages).
La transformation du blé en farine permet d’évoquer la fabrication du pain, aliment central du repas.
La thématique de la culture des variétés locales de fruits donne à voir les outils relatifs à la châtaigne et au raisin. Car autour de la vigne, des outils sont spécifiques au terroir. Ils sont adaptés aux terrains pentus du vignoble de Marcillac-Vallon. C'est à dos d'hommes que la vendange était descendue. Pour ce faire, les hommes portent le raisin coupé dans les paniers carrejador (panier en osier à deux panses) dont le poids repose sur les épaules grâce à un coussin cabessal, couvert de peau de chèvre.
Les métiers du bois sont aussi représentés avec le bûcheron, le menuisier, le charpentier, le tonnelier, le sabotier, le charron, le tourneur et le chaisier.

#### Salle du monde animal
La salle du monde animal se situe au dernier étage et ouvre sur la charpente en carène renversée. Cette salle présente l’époque où le monde rural vivait au rythme des animaux. Les animaux permettent  bien sûr de se nourrir, avec la chasse, la pêche et l’élevage, mais plus encore. Un exemple : sur les Causses aveyronnais, la brebis est importante dans l'économie rurale, elle donne les agneaux, son lait permet de produire le fromage Roquefort et sa laine est utilisée pour la réalisation de matelas et de vêtements. Les animaux apportent aussi une force de travail par la traction animale. De nombreux métiers et outils sont attachés à cette thématique : le maréchal-ferrant, le jougtier, le berger, le tanneur, le gantier, etc.

#### Salle de la filature

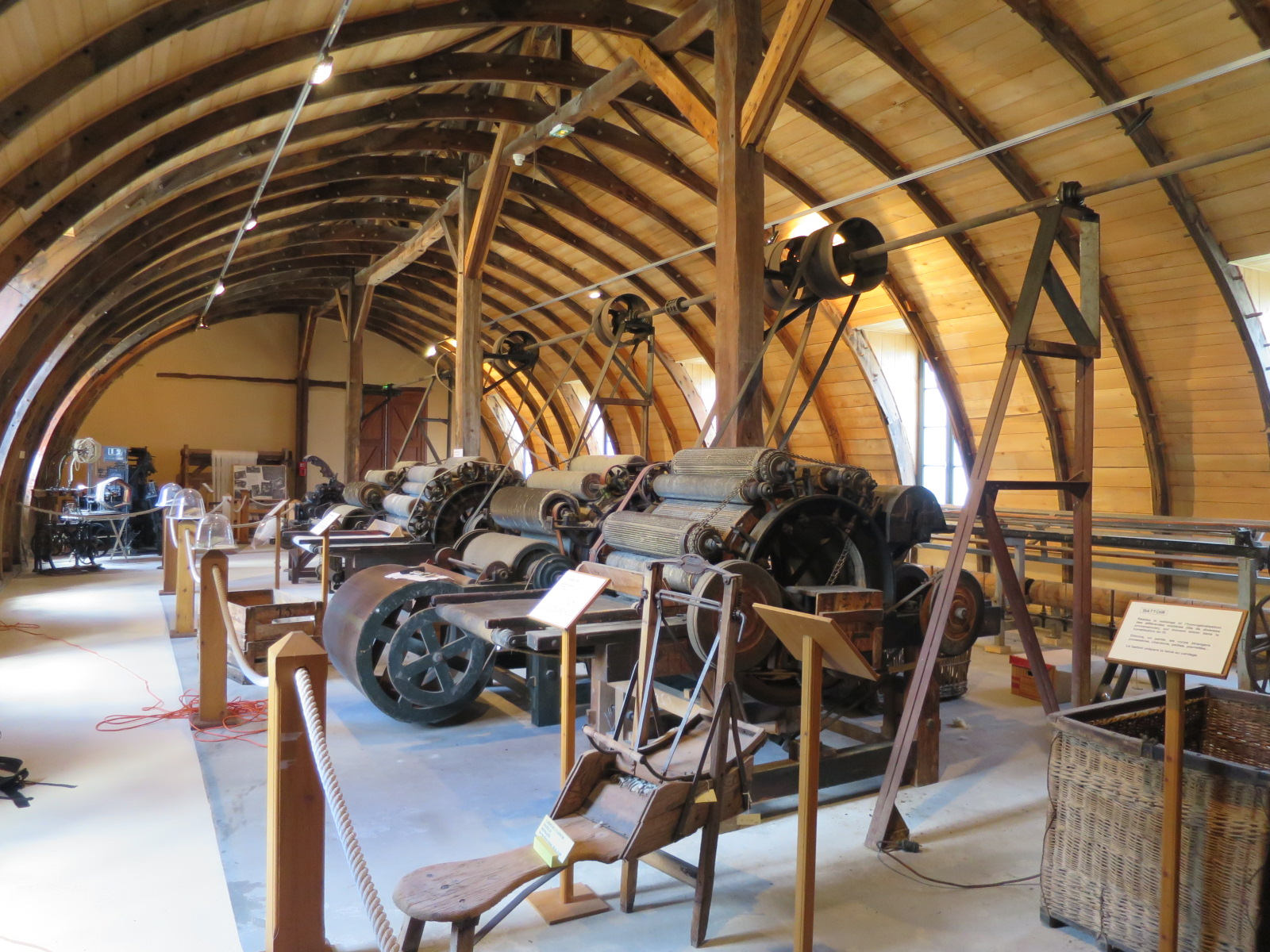
Salle de la filature.

La salle de la filature évoque le passé industriel du bâtiment.
Les machines exposées ne sont pas celles d'origine. Elles proviennent pour la plupart d'une filature localisée à Estaing et montrent différentes étapes de transformation de la laine avec notamment un battoir et des cardeuses. Les cardeuses, souvent en assortiment de trois, permettent de mélanger les fibres de laine, les étirer pour obtenir ce que l’on appelle une nappe de laine. Le métier à filer exposé pouvait remplir jusqu’à cent bobines de fil de laine à la fois. Les métiers à tisser mécaniques, quant à eux, ont favorisé l’accroissement de la productivité et de la rentabilité des filatures, à partir du milieu du XIXe siècle.

### Expositions temporaires

#### Les Aveyronnais dans la Grande Guerre 1914-1918
De juin 2014 à octobre 2016, dans le cadre de la commémoration de la Première Guerre mondiale, le musée présente une exposition intitulée « Les Aveyronnais dans la Grande Guerre 1914-1918 ».
Au travers de documents d'archives, d'objets (artisanat de tranchée), de photographies, de dessins, de cartes postales, d'enregistrements sonores..., cette exposition s'attache à mettre au jour la mémoire gardée de la société aveyronnaise durant ces années de guerre. Elle révèle, entre autres, le déséquilibre et la restructuration du monde agricole à la suite de la mobilisation des hommes sur le front. Sont ensuite abordés deux thèmes caractéristiques du contexte de la Première guerre mondiale : l’engagement et la contribution spécifique des femmes à l’effort de guerre et l’évolution de leur statut dans la société ainsi que l’organisation d’une solidarité en faveur des blessés à travers l’histoire de la Croix Bleue.

#### Des mains pour penser

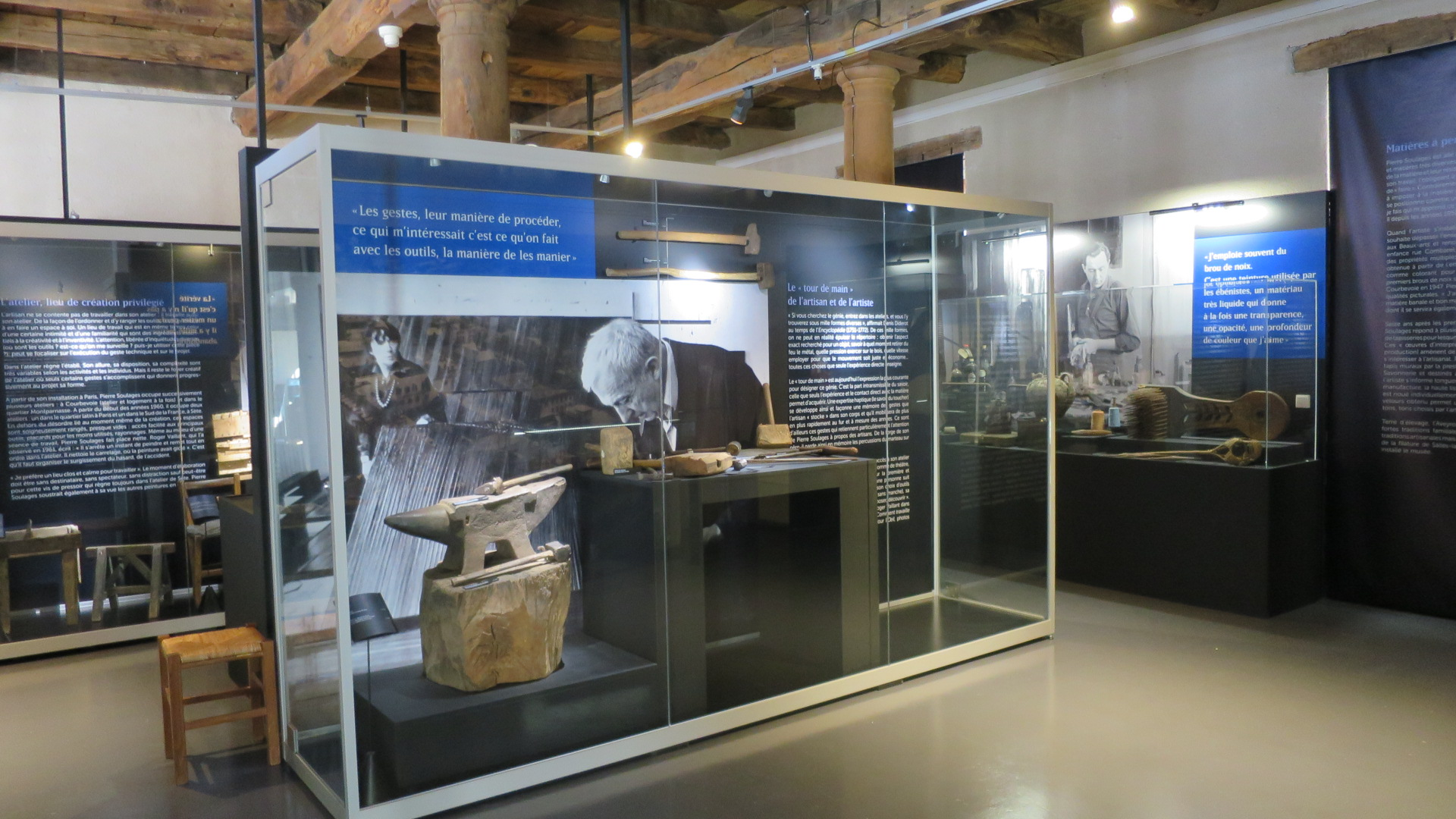
Salle d'exposition temporaire, exposition "Des mains pour penser".

Présentée du mois d'avril 2017 au mois d'octobre 2019, en partenariat avec le musée Soulages, l’exposition s'inscrit dans le cadre Le siècle Soulages-Rodez 2019 pour célébrer les 100 ans de l'artiste.
Elle propose une immersion dans le monde des outils, ceux de l’artisan mais aussi ceux que Pierre Soulages a employés dans son œuvre. Réalisée avec le concours de Nicolas Adell, directeur de la revue Ethnologie française et maître de conférence en anthropologie à l’université Toulouse-Jean Jaurès, cette exposition salue l’importance du travail de la main, son intelligence propre et son retentissement sur l’histoire de la pensée. Le parcours muséographique se développe autour de cinq thèmes : Faire son outil, faire avec son outil, le geste, la matière, l’atelier comme espace de création et transmission des outils et savoir-faire.

## Galerie

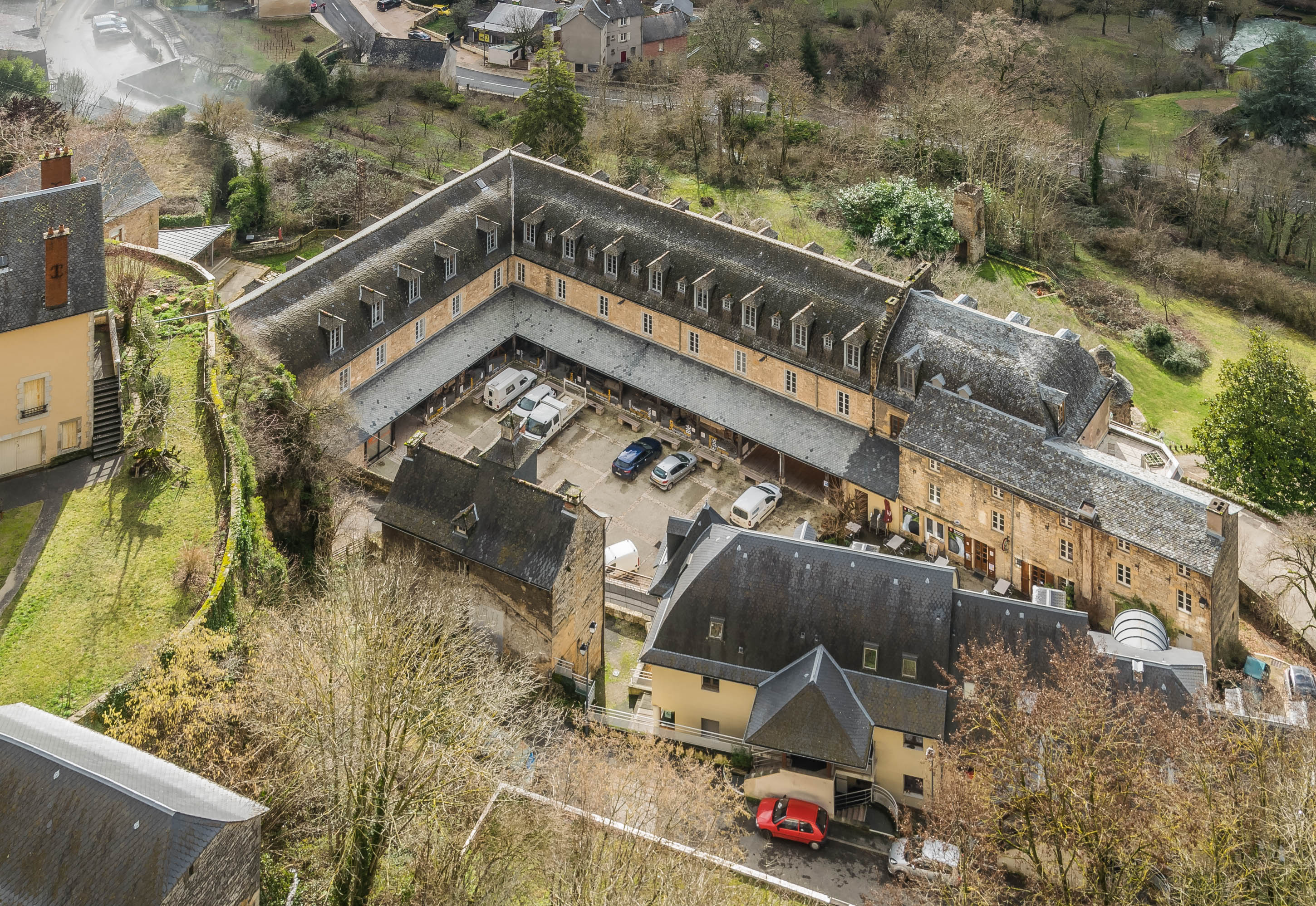
Musée, vue du ciel.
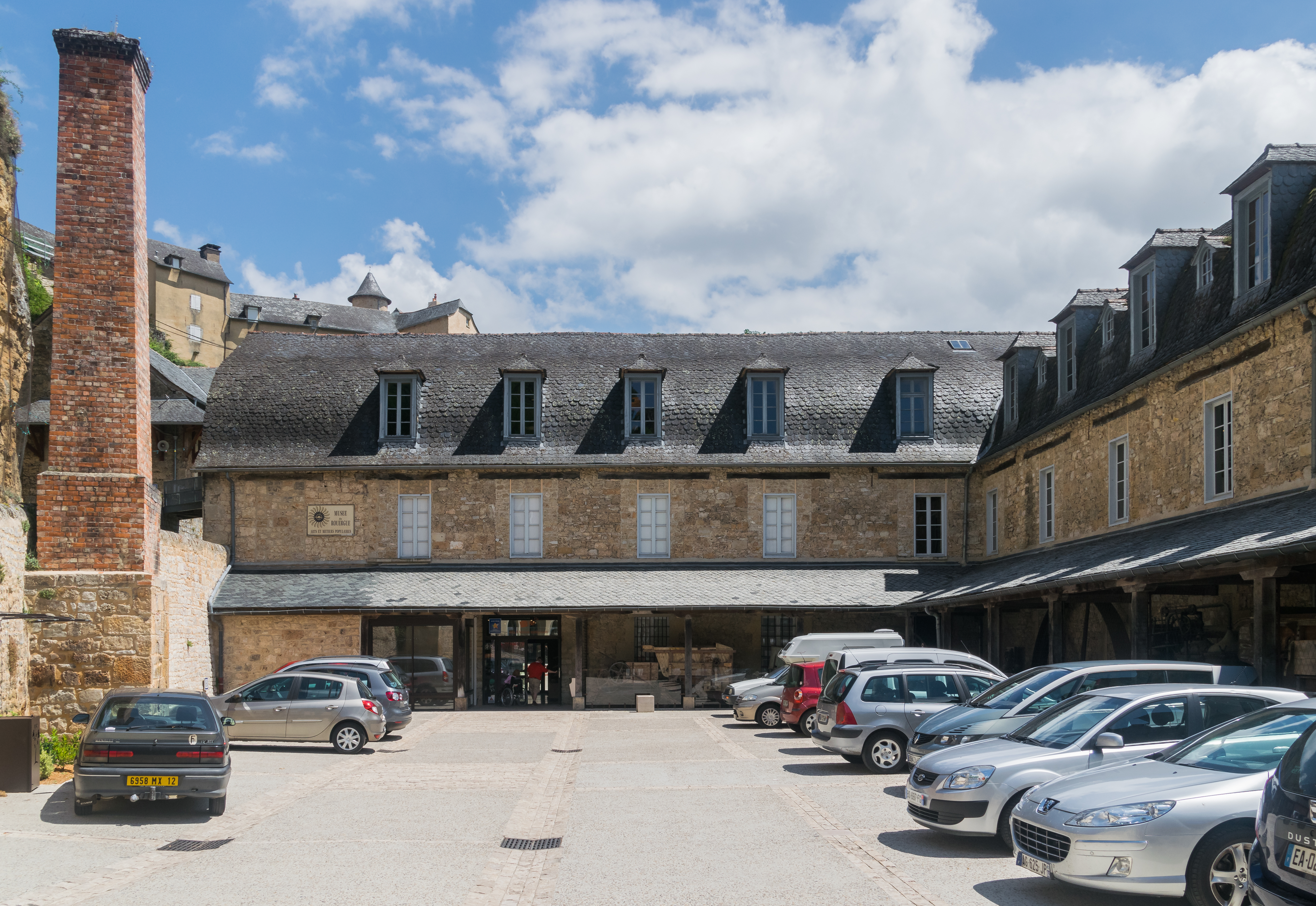
Cour de la filature.
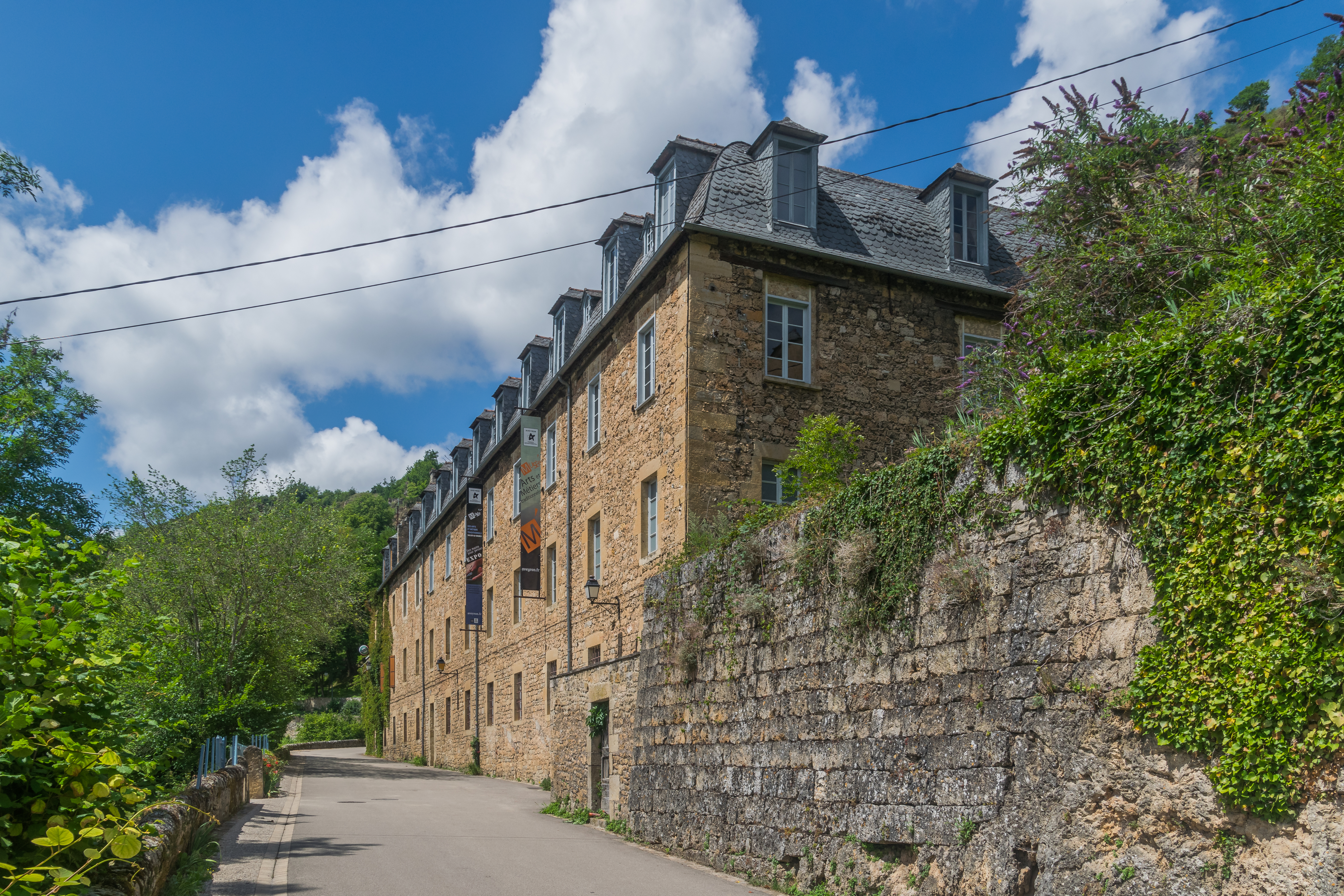
Musée, vue de la rue du Bourg.
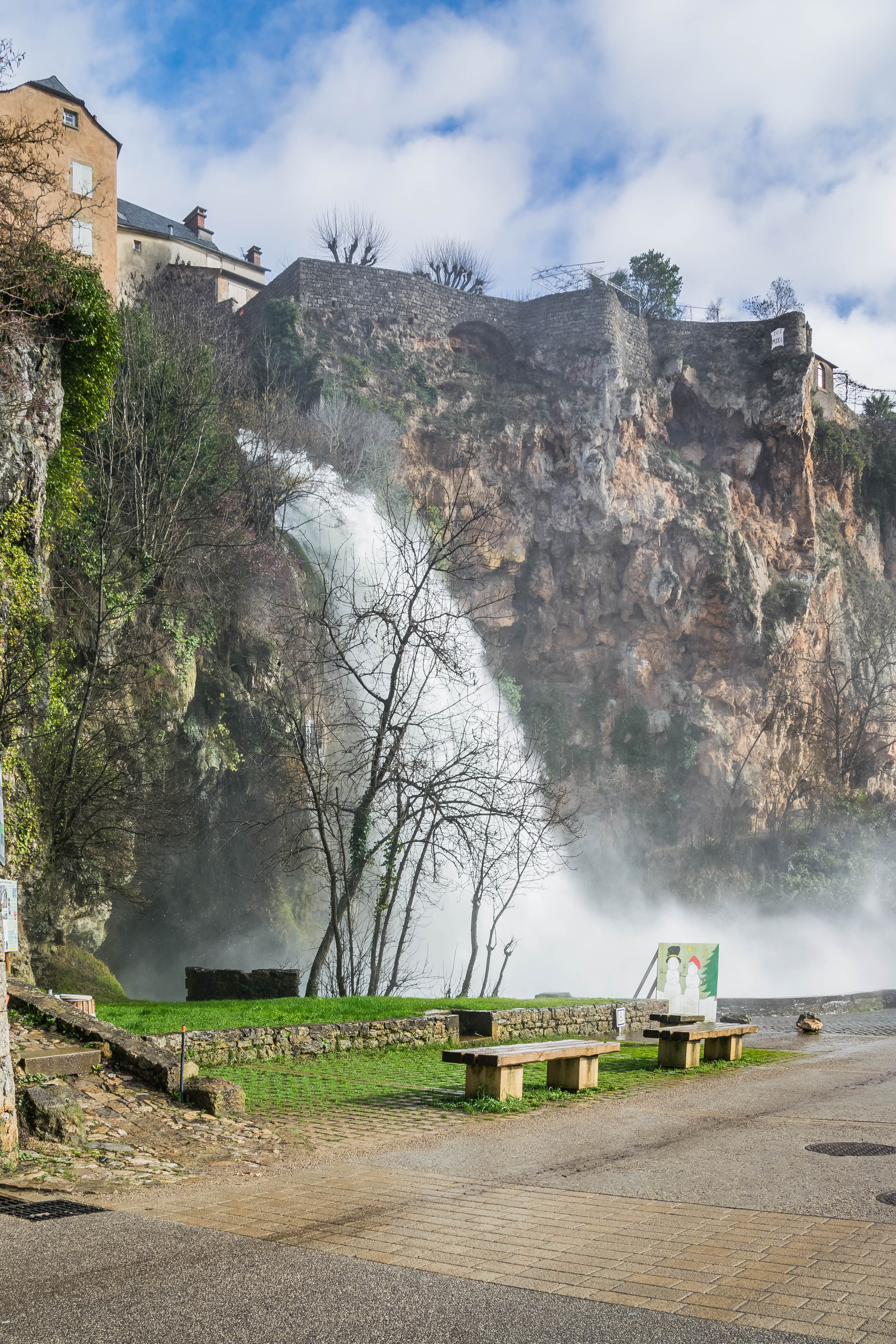
Cascade de Salles-la-Source.